# Avenida Bicentenaria
Avenida Bicentenaria o Avenida Bicentenario es el nombre que recibe una arteria vial localizada en el norte de la ciudad de Los Teques, la capital del Estado Miranda al centro norte del país sudamericano de Venezuela. Recibe su nombre en conmemoración de los 200 años del Bicentenario del Libertador General Simón Bolívar.

## Descripción
Se trata de una vía de transporte carretero que conecta la Carretera Caracas La Guaira y la Avenida Pedro Russo Ferrer a la altura del Jardín Terapéutico con la Calle Rivas, la Calle Miranda y la Avenida Bolívar de Los Teques. A lo largo de su recorrido se conecta con la calle interna del Ince, la Calle La Virgen, Calle Acueducto, Avenida Victor Batista, entre otras.
En su trayecto o en sus cercanías se pueden localizar el Auditorio Muñoz Tebar, el Río San Pedro, el Centro de Economía Popular Alí Primera, la Estación Alí Primera (Metro de Los Teques), la sede de la policía autónoma del Estado Miranda, el Hospital General de Los Teques Victorino Santaella, el Estadio de Béisbol Guaicaipuro, entre muchos otros sitios.